# Epifanio Martínez Peñalver
Epifanio Martínez Peñalver fou un organista que va nàixer a Fuentes (Conca) el 1815, i va fer el seu traspàs en un lloc i data no coneguts.
L'any 1824 guanya per oposició una beca per a infant de cor de la catedral de Cuenca on estudia: cant amb el mestre de capella Higinio Benito Ferrers; i òrgan amb Nicolás Sabas Gallardo, organista primer de la Catedral. L'any 1829 substitueix a l'organista de la catedral. El 1837 va ser nomenat organista de la Col·legial de Belmonte, ja que va abandonar el seu lloc l'any 1839 per traslladar-se a Madrid i perfeccionar els seus estudis. En 1844 fou nomenat, organista de l'església parroquial de San Luis de Madrid.

## Citacions
Saldoni exposa de Martínez i Peñalver: “doncs a més de la molta música que ha escrit per a òrgan sol, passen de seixanta-dos les obres religioses que ha compost per a veus amb acompanyament d'òrgan i diversos instruments; algunes d'elles s'han publicat.”.

## Obres
Podem trobar obres seves a diverses fonts: 
- A la Biblioteca del Palau Real trobem 3 publicacions d'aquest autor
- A l'Arxiu de la Catedral del Sant Esperit de Terrassa trobem una obra més